# Пиварник, Ян
Ян Пи́варник (словац. Ján Pivarník; 13 ноября 1947, Цейков, район Требишов, Чехословакия) — чехословацкий футболист, игравший на позиции защитника, после завершения игровой карьеры — словацкий футбольный тренер.

## Карьера

### Клубная
Ян Пиварник начал заниматься футболом довольно поздно, в 16 лет. Вскоре он оказался в «Славое» (Требишов), в ту пору игравшем во второй лиге. Интерес к Пиварнику проявлял трнавский «Спартак», но футболист решил перейти в «Кошице», поскольку клуб согласился помочь ему в получении образования. После сезона 1971/72 перешёл в братиславский «Слован», в составе которого Пиварник выиграл Кубок и дважды — национальный чемпионат, а в 1974 году стал футболистом года в Чехословакии.
Успешную карьеру Яна Пиварника прервала серьёзная травма мениска, которую он получил в 1977 году. Из «Слована» пришлось уйти, а за «Дуклу» (Банска-Быстрица), в заявку которой Пиварник попал на сезон 1978/79, он не сыграл ни одного матча. Тем не менее, в Первой чехословацкой лиге Пиварник провёл 267 матчей и забил 13 мячей.
После не очень удачных попыток вернуться в большой футбол в Австрии, в 1981 году Ян Пиварник и его бывший партнёр по сборной и «Словану» Душан Галис перешли в испанский клуб «Кадис», но клуб не выполнил контрактные обязательства, и вскоре оба футболиста вернулись на родину.

### В сборной
Дебют Яна Пиварника в сборной Чехословакии состоялся в товарищеском матче в Братиславе 27 апреля 1968 года, соперником была команда Югославии, хозяева победили со счётом 3:0. Пиварник провёл 4 матча в отборочном турнире чемпионата мира-1970, но в финальной стадии на поле не выходил. Следующий матч за сборную Пиварник сыграл после более чем двухгодичного перерыва, в апреле 1972 года, и на этот раз закрепился в команде надолго. Пиварник отыграл во всех 6 матчах отборочной группы ЧЕ-1976, ответном четвертьфинале против сборной Советского Союза, а также в обоих матчах финальной стадии, и стал чемпионом Европы.
Всего за сборную Ян Пиварник провёл 39 матчей, 17 из которых — в качестве капитана, и забил 1 мяч.

### Тренерская
Перейдя в 1981 году на тренерскую работу, Ян Пиварник стал помощником тренера венской «Аустрии», затем занимал аналогичную должность в лиссабонском «Спортинге». Позже Ян Пиварник перешёл к самостоятельной работе, тренировал в основном клубы из стран арабского мира, с саудовской командой «Аль-Кадисия» в 1994 году он выиграл азиатский Кубок обладателей кубков.

## Достижения

### В качестве игрока
- Чемпион Европы: 1976
- Чемпион Чехословакии (2): 1973/74, 1974/75
- Обладатель Кубка Чехословакии: 1973/74
- Футболист года в Чехословакии: 1974

### В качестве тренера
- Обладатель Кубка Эмира (2): 1986, 1999
- Обладатель Кубка Саудовской Федерации футбола: 1993/94
- Обладатель Кубок обладателей кубков Азии: 1994
- Чемпион Кувейта: 1997/98
- Обладатель Кубка аль-Курафи (2): 1999, 2001
- Обладатель Кубка кронпринца Кувейта (2): 1999, 2003